# シアターYOROKOBI
シアターYOROKOBI（シアターヨロコビ）は、大阪府吹田市江坂の大衆演劇(新興演劇)の劇場である。
座長、不動倭が率いる新興演劇の劇団賀美座の専用劇場。
2021年11月13日オープン

## 概要
昼の部は通常の大衆演劇公演と同様に芝居と舞踊ショーの2本立て
夜の部はショーレストランとして営業

## 所在地
- 住所：〒5640063 大阪府吹田市江坂町１丁目18－8江坂パークサイドスクエア２F

## アクセス
- 地下鉄御堂筋線江坂駅より徒歩3分
- 名神高速道路「吹田I.C.」「豊中I.C.」より約15分